# Chaetapodacra deserta
Chaetapodacra deserta är en tvåvingeart som beskrevs av Yu. G. Verves 1982. Chaetapodacra deserta ingår i släktet Chaetapodacra och familjen köttflugor.
Artens utbredningsområde är Kazakstan. Inga underarter finns listade i Catalogue of Life.